# Темгенево (Касимовский район)
Темгенево (тат. Түмәнәү) — деревня в Касимовском районе Рязанской области. Входит в состав Ахматовского сельского поселения. Названа по имени князя Темгена из рода князь Чанышевых. Село относилось к группе кара аймак поселений касимовских татар.

## История
По дореволюционному административному делению село Темгенево относилось к Татарской волости Касимовского уезда Рязанской губернии. Население в 1862 г. составляло 50 чел.

## Население
| 1862 | 2002 | 2010 |
| ---- | ---- | ---- |
| 50   | ↗543 | ↘11  |

Национальный состав
Ранее в деревне проживали одни татары, а сейчас в основном татары (55 %), русские (44 %) из числа дачников и мордва.

## Мечеть
Согласно ведомости приходов и духовных лиц мечеть была построена в 1828 году. В конце XX века к приходу мечети помимо Темгенева (80 чел.) относились также населённые пункты Джегурманова, Алькечева, Чуманаева, Беркеева, Кушникова, Кучукова, Черечеева (всего 402 человека).
Здание мечети числится как объект культурного наследия, однако до наших дней оно не дошло.
 Объект культурного наследия № 6200001291

## Люди, связанные с деревней
- Гатаулла Баязитов (р. Темгенево) — военный ахун г. Санкт-Петербурга (1886—1911)